# 親鸞 白い道
『親鸞 白い道』（しんらん しろいみち）は、1987年制作の日本映画。
鎌倉時代の僧侶で浄土真宗の開祖親鸞の半生を描く。三國連太郎原作の小説『白い道』を、三國自身が初監督して映画化した。
三國は東映専属時代の1960年『親鸞』で、親鸞の解釈をめぐり制作サイドと揉め、主役を降りた。三國はこのときの後悔から自身で少しずつ親鸞と鎌倉仏教の研究を続け、ようやく製作に漕ぎつけた。
2011年10月8日、親鸞聖人750回忌を記念して初DVD化された。

## キャスト
- 親鸞（善信）：森山潤久
- 恵信：大楠道代
- 射鹿：泉谷しげる
- 阿藤太：ガッツ石松
- 宇都宮蓮生：小松方正
- しいな：亜湖
- 小黒：麻田真代
- 稲田の女：小田切みき
- 侍女：中原早苗
- 綾衣：原泉
- ちよ：緑魔子
- 仏子：宮下順子
- 一斗：安藤一夫
- 藤原定家：岩井半四郎
- 行仙：小沢栄太郎
- 佐竹義繁：蟹江敬三
- 善念：菅貫太郎
- 明寅：丹波哲郎
- 琵琶法師：中村嘉葎雄
- 男坐女：麿赤兒
- 宝来：三國連太郎
- 放免：若山富三郎
- 稲田頼重：フランキー堺

## スタッフ
- 監督：三國連太郎
- 製作：高橋松男、大谷信義、 加藤博明
- プロデューサー：藤本潔
- 原作：三國連太郎
- 脚本：三國連太郎、藤田傳
- 企画：高橋松男、三國連太郎
- 撮影：山崎善弘
- 音楽：YAS-KAZ
- 美術：木村威夫
- 編集：井上治
- 録音：橋本文雄、宮本久幸
- スチール：井本俊康
- 監督補：丸久生
- 照明：加藤松作
- 製作協力：三國事務所

## 受賞
- 第40回カンヌ国際映画祭審査員賞[3]
- 第11回日本アカデミー賞新人俳優賞（森山潤久）[4]

## 関連著書
- 三國連太郎『白い道 法然・親鸞とその時代（全3巻）』（毎日新聞社、1982年／講談社文庫、1986年）
  - 『親鸞』（法蔵館、1987年）
- 『わが煩悩の火はもえて 親鸞へいたる道』（光文社カッパ・ブックス、1984年）、自叙伝
  - 『親鸞に至る道』（光文社文庫、1987年／光文社知恵の森文庫、2010年）